# Marco Stiepermann
Marco Stiepermann, född 9 februari 1991, är en tysk fotbollsspelare.

## Karriär
Den 6 augusti 2017 värvades Stiepermann av Norwich City, där han skrev på ett treårskontrakt. I maj 2019 skrev Stiepermann på ett nytt treårskontrakt med Norwich. Den 30 juni 2021 kom Stiepermann och Norwich City överens om att bryta kontraktet.